# Julia (Fernsehserie)
Julia ist eine US-amerikanische Fernsehserie, die in Form eines Biopics das Leben der Fernsehköchin Julia Child erzählt. Die Serie wurde vom 31. März 2022 bis zum 21. Dezember 2023 auf HBO Max ausgestrahlt. Als Hauptdarstellerin fungiert Sarah Lancashire. Am 4. Mai 2022 wurde die Serie offiziell um eine zweite Staffel verlängert. Im Januar 2024 wurde die Absetzung der Serie bekannt gegeben.

## Handlung
Im Mittelpunkt steht das Leben von Julia Child und erzählt von ihrem Werdegang bis hin zu ihrer eigenen Kochsendung.

## Besetzung

### Hauptdarsteller
| Rolle          | Schauspieler      | Synchronsprecher |
| -------------- | ----------------- | ---------------- |
| Julia Child    | Sarah Lancashire  |                  |
| Paul Child     | David Hyde Pierce |                  |
| Avis DeVoto    | Bebe Neuwirth     |                  |
| Russell Morash | Fran Kranz        |                  |
| Judith Jones   | Fiona Glascott    |                  |
| Alice Naman    | Brittany Bradford |                  |
| Hunter Fox     | Robert Joy        |                  |

### Nebendarsteller
| Rolle             | Schauspieler        | Synchronsprecher |
| ----------------- | ------------------- | ---------------- |
| Simone Beck       | Isabella Rossellini |                  |
| P. Albert Duhamel | Jefferson Mays      |                  |
| Hunter Fox        | Robert Joy          |                  |
| Marian Morash     | Erin Neufer         |                  |
| James Beard       | Christian Clemenson |                  |
| Virginia Newman   | Adriane Lenox       |                  |
| Blanche Knopf     | Judith Light        |                  |
| John McWilliams   | James Cromwell      |                  |
| Stanley Lipschitz | Danny Burstein      |                  |
| Elaine Levitch    | Rachel Bloom        |                  |
| Frank             | Paul Guilfoyle      |                  |

## Produktion
Im September 2019 wurde bereits grünes Licht für einen Pilotfilm gegeben, welcher von Christopher Keynes geschrieben werden und worin Joan Cusack die Hauptrolle übernehmen sollte.
Im Januar 2021 erfolgte die Serienbestellung schließlich mit acht Episoden, wobei jene nun von Daniel Goldfarb geschrieben werden sollten; Keynes verblieb jedoch als Produzent bei der Serie, die von Charles McDougall inszeniert wird.
Später schlossen sich unter anderem Robert Joy, Adriane Lenox und James Cromwell der Besetzung an, während Sarah Lancashire die aus Termingründen ausgestiegene Joan Cusack ersetzte.
Die Dreharbeiten fanden im Oktober 2020 hauptsächlich in Boston statt.
Die Serie feierte am 31. März 2022 mit drei Episoden Premiere auf HBO Max, die übrigen Episoden folgten im wöchentlichen Rhythmus.

## Episodenliste

### Staffel 1
| Nr. (ges.) | Nr. (St.) | Deutscher Titel | Originaltitel     | Erstausstrahlung USA | Deutschsprachige Erstveröffentlichung (D) | Regie             | Drehbuch                             |
| ---------- | --------- | --------------- | ----------------- | -------------------- | ----------------------------------------- | ----------------- | ------------------------------------ |
| 1          | 1         | —               | Omelette          | 31. März 2022        | —                                         | Charles McDougall | Daniel Goldfarb                      |
| 2          | 2         | —               | Coq au Vin        | 31. März 2022        | —                                         | Charles McDougall | Daniel Goldfarb                      |
| 3          | 3         | —               | Beef Bourguignon  | 31. März 2022        | —                                         | Melanie Mayron    | Eboni Booth                          |
| 4          | 4         | –               | Petit Fours       | 7. Apr. 2022         | –                                         | Erica Dunton      | Natalia Temesgen                     |
| 5          | 5         | –               | Crepes Suzette    | 14. Apr. 2022        | –                                         | Jenée LaMarque    | Emily Bensinger                      |
| 6          | 6         | –               | Breads            | 21. Apr. 2022        | –                                         | Melanie Mayron    | Erica Lipez                          |
| 7          | 7         | –               | Foie Gras         | 28. Apr. 2022        | –                                         | Jenée LaMarque    | Daniel Goldfarb & Christopher Keyser |
| 8          | 8         | –               | Chocolate Souffle | 5. Mai 2022          | –                                         | Scott Ellis       | Christopher Keyser & Daniel Goldfarb |

### Staffel 2
| Nr. (ges.) | Nr. (St.) | Deutscher Titel | Originaltitel      | Erstausstrahlung USA | Deutschsprachige Erstveröffentlichung (D) | Regie          | Drehbuch                                               |
| ---------- | --------- | --------------- | ------------------ | -------------------- | ----------------------------------------- | -------------- | ------------------------------------------------------ |
| 9          | 1         | –               | Loup en Croûte     | 16. Nov. 2023        | –                                         | Melanie Mayron | Daniel Goldfarb & Christopher Keyser                   |
| 10         | 2         | –               | Fried Chicken      | 16. Nov. 2023        | –                                         | Melanie Mayron | Christopher Keyser & Daniel Goldfarb                   |
| 11         | 3         | –               | Pressed Duck       | 16. Nov. 2023        | –                                         | Scott Ellis    | Daniel Goldfarb & Christopher Keyser Idee: Erica Lipez |
| 12         | 4         | –               | Chocolate Mousse   | 23. Nov. 2023        | –                                         | Jenée LaMarque | Natalia Temesgen                                       |
| 13         | 5         | –               | Bûche de Noël      | 30. Nov. 2023        | –                                         | Erica Dunton   | Emily Bensinger                                        |
| 14         | 6         | –               | Chartwinkerie      | 7. Dez. 2023         | –                                         | Melanie Mayron | Kate Fodor & Thaddeus McCants                          |
| 15         | 7         | –               | Shrimps & Grits    | 14. Dez. 2023        | –                                         | Jenée LaMarque | Christopher Keyser                                     |
| 16         | 8         | –               | Lobster Américaine | 21. Dez. 2023        | –                                         | Scott Ellis    | Daniel Goldfarb                                        |

## Rezeption
Julia konnte 92 % der 39 bei Rotten Tomatoes erfassten Kritiker überzeugen; bei Metacritic wurde sie mit einem Metascore von 76 von 100 möglichen Punkten bewertet.